# Joan III de Baviera
Joan III de Baviera també anomenat Joan sense Mercè (nascut el 1374 a Le Quesnoy (Hainaut) i - mort enverinat el 6 de gener de 1425 a La Haia (Holanda) fou príncep-bisbe del Principat de Lieja i duc de Baviera-Straubing a Holanda-Zelanda i a Hainaut. Era el fill d'Albert I de Baviera i de Margarida de Brieg.

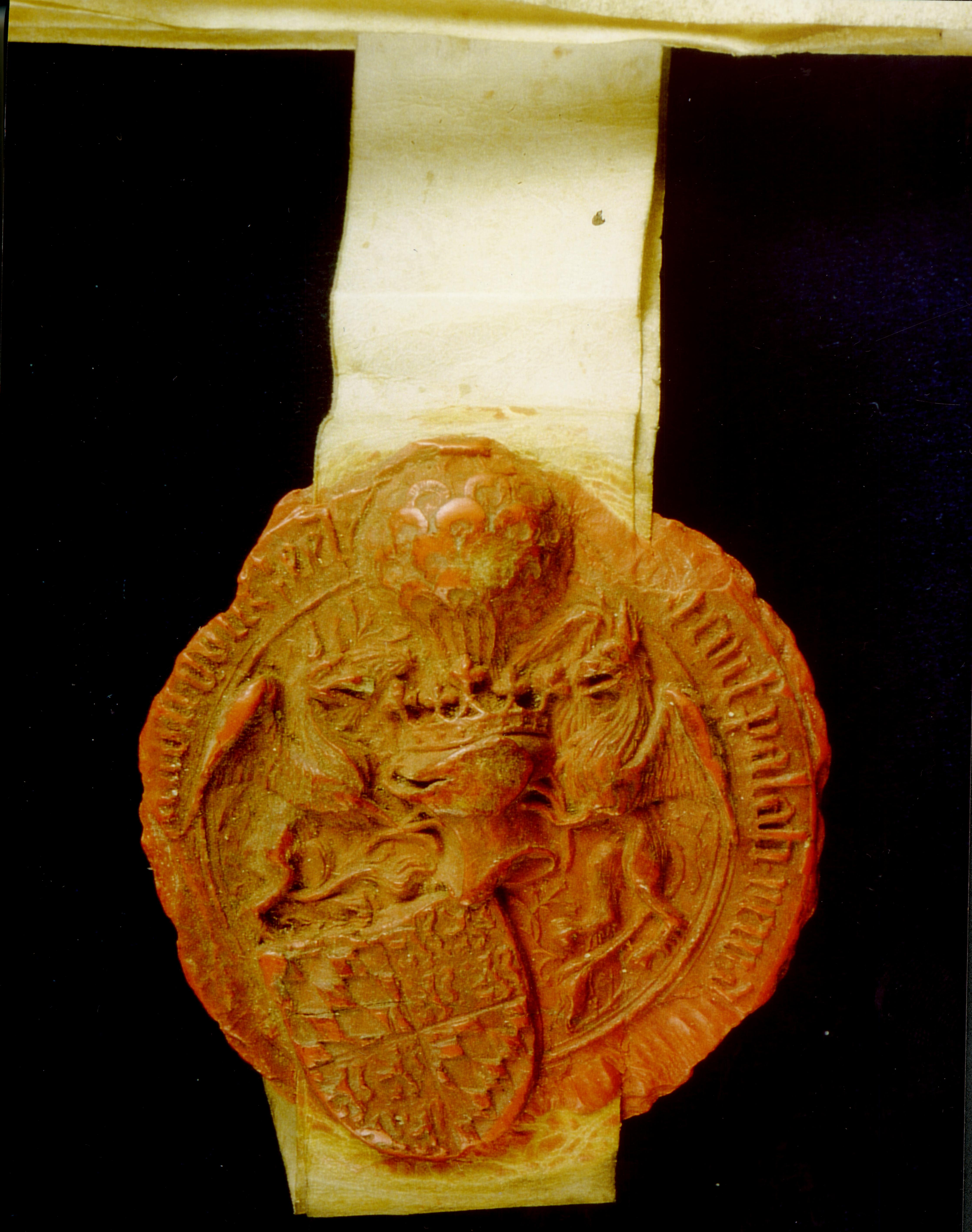
Segell de Joan III

## Príncep-bisbe de Lieja
Son germà gran Albert II va succeir son pare al govern de les terres de Straubing i Guillem II a les terres als comtats de Zelanda, Hainaut, Frísia i Holanda. Per Joan només quedava la carrera eclesiàstica. Tot i això, sempre va refusar els ordes majors en espera de recobrar un feu secular i casar-se.
El 1389, a l'edat de 15 anys ja era canonge al capítol de Cambrai i prebost a Colònia, quan va fer elegir-se amb l'ajut del papa Bonifaci IX com príncep-bisbe de Lieja. La seva política autoritària aviat suscità molta resistència de les Bones Viles i de la noblesa liegesa, a tal punt que van elegir un contra-bisbe i des del 1395 diverses vegades van caçar-lo fora de les seves terres. Amb l'ajuda de Joan I de Borgonya, Guillem II i Lluís VII va poder reconquerir el principat després de la batalla d'Othée el 23 de setembre de 1408.
La repressió després de la desfeta liegesa, durant la qual va executar els seus adversaris i confiscar molts béns li va valdre el malnom de "sense Mercè" (sans Pitié). Només el 1417 va reeixir al rei Segimon I de reconciliar el príncep amb el seu bisbat.
Quan son germà Guillem II va morir el 1418, Joan va abandonar Lieja i va recobrar les terres ancestrals als Països Baixos i Baviera. Amb l'ajuda de Segimon va destronar la seva cosina Jacquelina de Baviera, elegida per la noblesa holandesa. Va establir la seva cort a la Haia i va ordenar el pintor Jan van Eyck de dissenyar la seva residència.

## Duc de Straubing

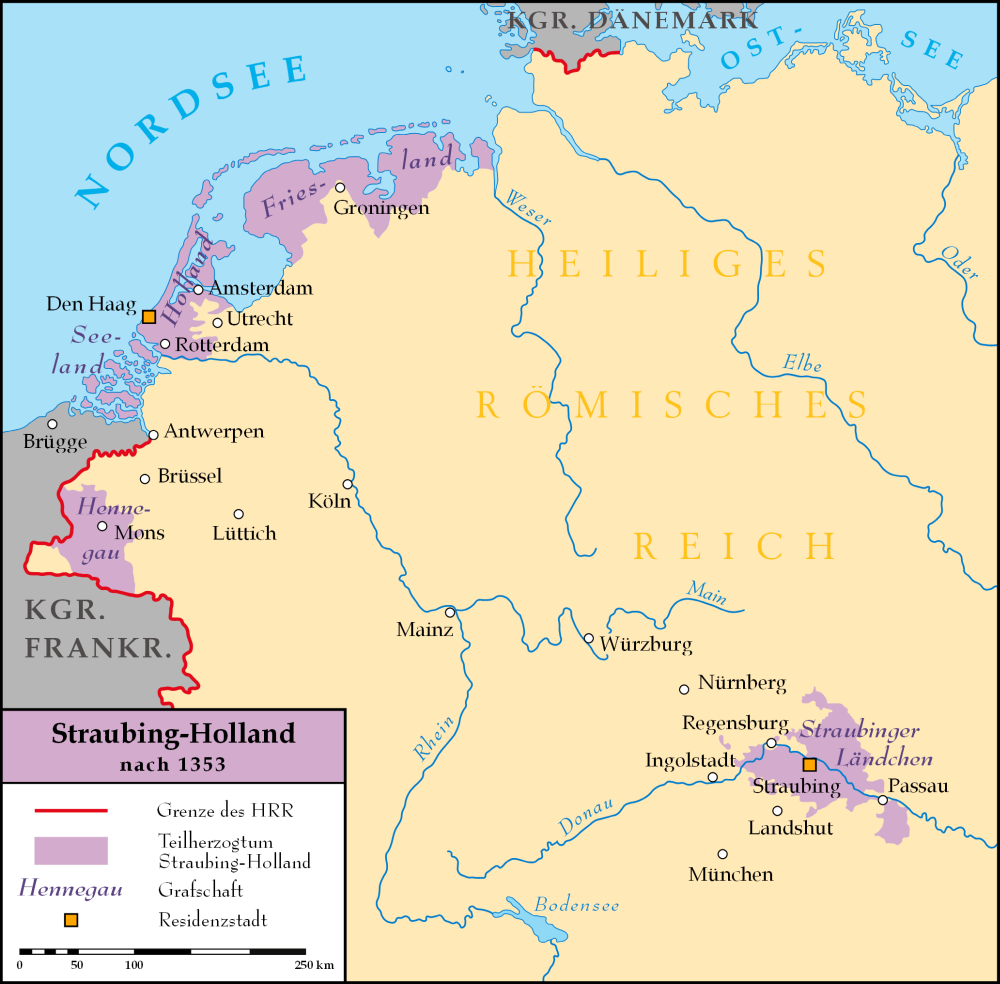
Mapa del ducat de Straubing i d'Holanda al temps de Joan III

A Straubing també tenia problemes durant les guerres hussites que li costaven molt. El 1421 va haver de vendre Hilgartsberg i Hofkirchen al seu vicedominus Enric Notthafft de Wernberg i el 1423 va empenyorar-li la senyoria de Wörth. El 1424, la noblesa de Straubing va queixar-se de la gestió del vicedominus i Joan va aprofitar l'oportunitat per cessar-lo. El 6 de gener de 1425 va morir a la Haia. El seu mariscal de palau, Jan van Vliet hauria enverinat les pàgines del seu llibre de precs.
Després de la seva mort els dominis es van escindir. Les terres als Països Baixos van escaure a Felip III de Borgonya i el 1429 Straubing va dividir-se en tres parts que van anar a Baviera-Múnic, Baviera-Ingolstadt i Baviera-Landshut.